# 藏北高原

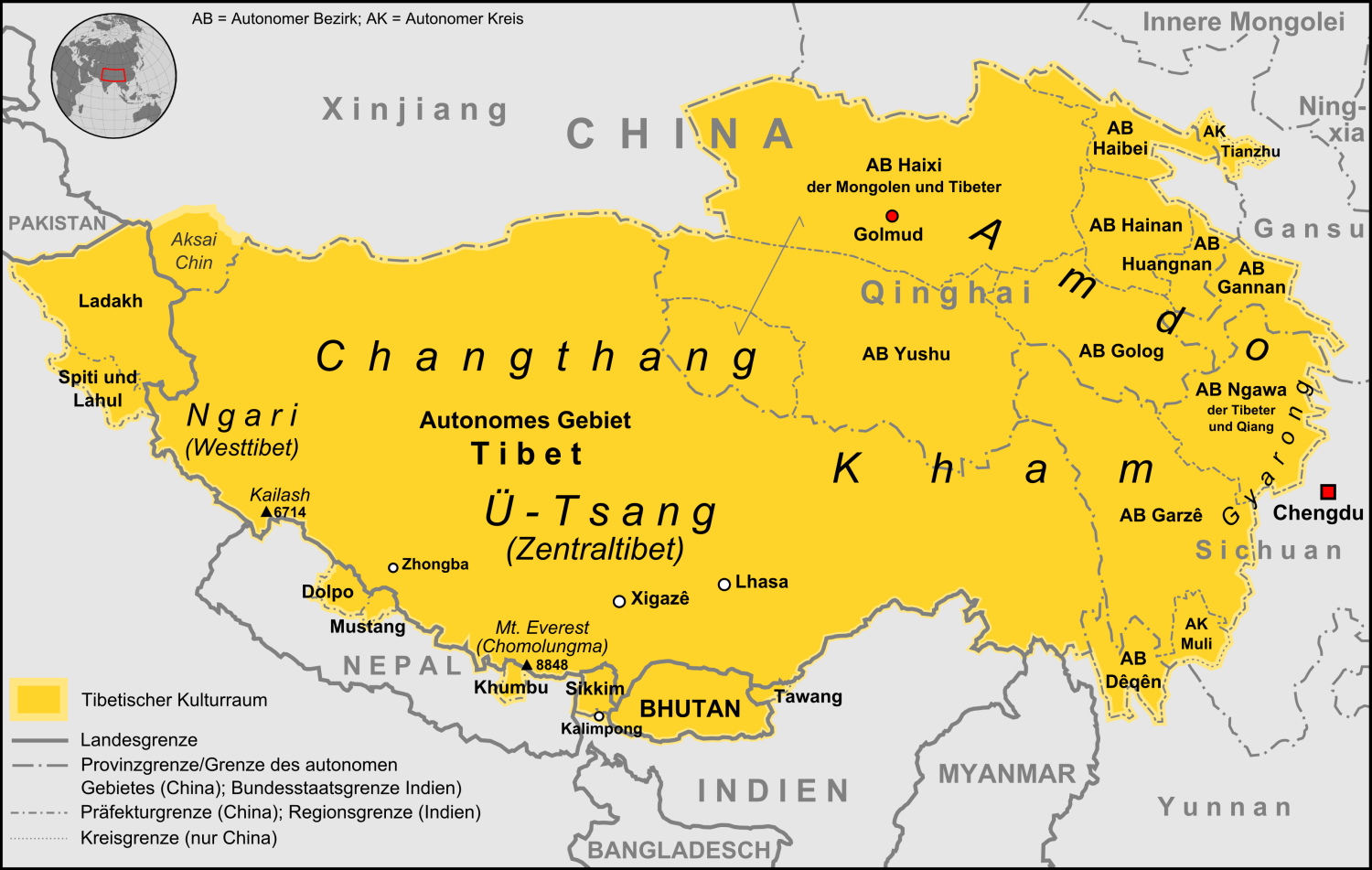
羌塘在衛藏的位置

羌塘（藏語：བྱང་ཐང，威利转写：byang thang，藏语拼音：Qangtang），或称藏北高原、世界屋脊、湖泊高原，青藏高原大部分，是指由(逆時針方向)冈底斯山脉、念青唐古拉山、唐古拉山、可可西里山以及昆仑山等众多山脉所环绕的高原。范围大致包括那曲市大部分地区（色尼、安多、班戈、申扎、尼玛等区县）、阿里地区大部（改则、措勤、革吉、日土等县）、日喀则市部分县（仲巴县全境和萨嘎、昂仁、南木林等县）、拉萨市当雄县和青海省西南小部（格尔木市西部和治多县西部）。羌塘，英文一般譯為Changtang，意思是北方平原。面积超过70万平方公里，是青藏高原的主体部分。

## 地质

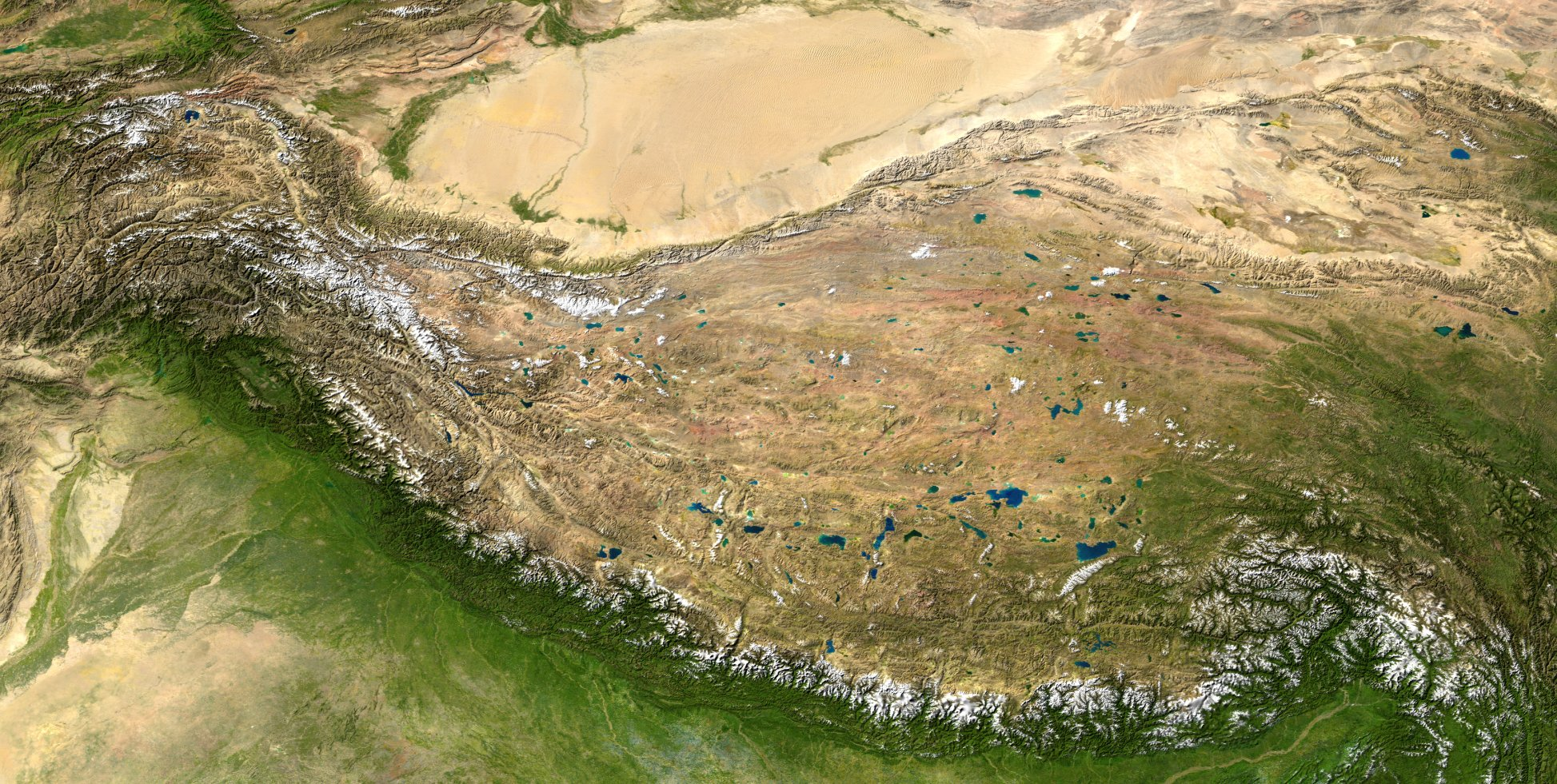
羌塘高原遥感图

羌塘位于青藏高原的腹地，地质比较年轻，近代的沉积环境比较干冷。地层古老基底出露少，北部年代老、南部年代新。大约在玛尔盖茶卡以北，主要是古生代浅变质砂岩、页岩为主的复理石构造；玛尔盖茶卡以南，侏罗纪、白垩纪地层出露比较广，一般为非常厚的海相、海陆交替相的石灰岩与砂岩、页岩互层；第三纪红层、第四纪湖相沉积、风成堆积及冰川、冰缘等沉积也比较普遍。地势西北高，东南低，主要由低山缓丘、湖盆宽谷组成，起伏和缓，平均海拔4800米，高差为200～500米。因气候干燥，海拔6000米以上高峰（如阿木岗、木嘎岗日）只有小规模的大陆性冰川；但是寒冻风化、冻融等形成的冰缘地貌、多年冻土分布很广。在巴毛穷宗北面到昆仑山南面残留着很多新生代火山遗迹，如火山锥、桌状山、熔岩台地等。此外在南部石灰岩地带有间冰期温暖时形成的溶洞、天生桥、孤峰等喀斯特地貌。

## 气候
气候寒冷、干燥，年均温度低于0℃；1964年曾在班戈测得－42.9℃的低温纪录。年均降水量50～300毫米，集中于夏季，干湿季分明，多为雪、霰、雹等固态降水。高原风力强，比如黑阿公路沿线的大风带，年均大于17米/秒，大风日约200天。年日照数2800～3400小时，光照充足；但是高原地面反射率达40％以上，地面实际获得太阳辐射不多。

## 其他
传统上常把羌塘归入衛藏。大部分地区使用康方言西部土语。设有羌塘国家级自然保护区，面积近30万平方公里。